# Кривошей, Григорий Иванович
Кривошей Григорий Иванович (род. 22 декабря 1939, Кировоградская область) — советский и украинский строитель, бригадир монтажников Криворожского специализированного управления № 138 треста «Криворожстальконструкция». Лауреат Государственной премии Украинской ССР в области науки и техники (1987) и Премии Совета Министров СССР (1988).

## Биография
Родился 22 декабря 1939 года на территории нынешней Кировоградской области.
В 1972 году окончил Криворожский горно-механический техникум.
В 1958—1975 годах — монтажник строительного управления № 106, в 1975—1999 годах — бригадир монтажников Криворожского специализированного управления № 138 треста «Криворожстальконструкция».
Новатор производства, рационализатор и наставник. 

## Награды
- Орден Трудовой Славы 3-й степени;
- Орден «Знак Почёта»;
- Государственная премия Украинской ССР в области науки и техники (1987) — за выдающиеся достижения в труде[1];
- Премия Совета Министров СССР (1988).